# Tonfa
Il tonfa è un'arma tradizionale delle arti marziali, specialmente cinesi e okinawensi. È composto da un'impugnatura (tsuka), lunga 12 cm, e da un corpo (yoka), di lunghezza variabile dai 50 ai 60 cm circa.

## Storia

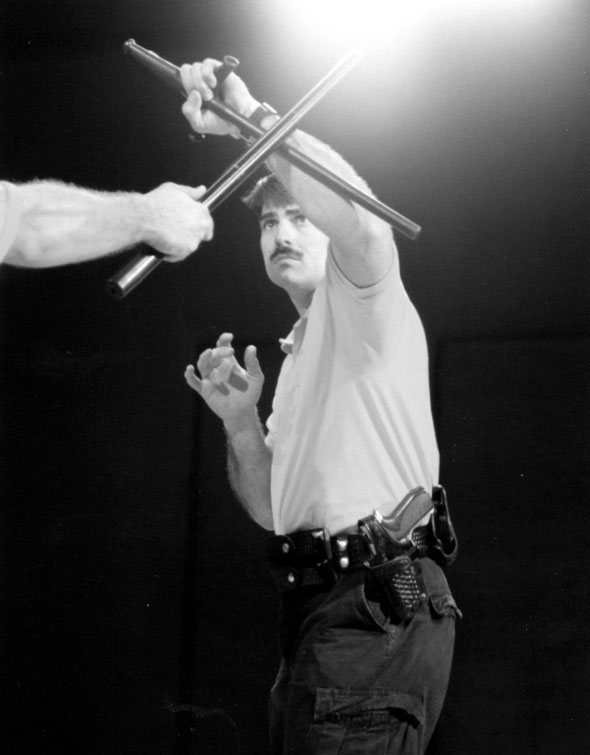
Utilizzo del tonfa

Alcune fonti cinesi fanno derivare quest'arma da una spada ad uncino che fece la sua comparsa durante l'epoca della dinastia Qin e quella della dinastia Han. Per il dottor Yang Jwing-Ming essa non è altro che l'evoluzione di una stampella.
Per la tradizione del Kobudo, come avviene per la maggior parte delle armi che utilizza, il tonfa era in origine uno strumento agricolo, la manovella per azionare la macina del mulino, che i contadini impararono ad utilizzare per combattere dopo il decreto che proibiva il possesso di armi. Questo poteva essere facilmente estratto dalla macina e utilizzato per difendersi dai colpi, impugnandolo con la parte lunga del corpo (yoka) a protezione dell'avambraccio. I colpi erano portati con la parte corta del corpo (in affondo), con la parte terminale opposta (yoko nage) o imprimendo una rotazione all'arma con un movimento secco del polso.

## Caratteristiche
La misura ottimale varia da persona a persona ma in generale, una volta impugnato, deve sporgere all'incirca di 3 cm dal gomito. L'arma ha generalmente sezione rotonda, quadrata o trapezoidale.
Il tonfa è da ritenersi un'arma a tutti gli effetti in quanto, se utilizzato senza l'adeguato addestramento e l'utilizzo di tecniche ad hoc, può inferire gravissime lesioni, quali traumi o ossa fratturate.
Grazie alla sua versatilità il tonfa è oggi entrato a far parte della dotazione di alcune forze di polizia: Italia, Stati Uniti d'America, Canada, Germania e Svizzera.

## Diffusione

### Cina
Quest'arma è molto diffusa tra quelle utilizzate nelle arti marziali cinesi, con il nome di Kuai (scritto 枴 o 拐, che significa gruccia, stampella o bastone da passeggio).
Il Kuai può essere usato doppio, singolarmente oppure in coppia con un'altra arma come la sciabola (dandao) e la sua lunghezza può variare da 0,7 a 1,3 metri. Può assumere diversi aspetti, nonostante le tecniche applicative rimangano pressoché le stesse.
Questi i nomi a seconda della forma dell'arma (che spesso contengono il termine zi 字 ("logogramma" o, più comunemente, "carattere cinese") perché assumono una forma che viene esemplificata tramite un ideogramma): erzi kuai (二字拐, gruccia dell'ideogramma 2 er); shizi kuai (十字拐, gruccia forma di ideogramma 10 shi, perciò a forma di croce); dingzi kuai (丁字拐, gruccia a forma di pittogramma ding o a forma di T); buzi kuai ( 卜字拐, gruccia a forma di ideogramma Bu); dao qiang kuai (刀枪拐, gruccia sciabola-lancia); Sun Bin kuai (孙膑拐, grucce di Sun Bin, sono usate in coppia); ecc.

### Okinawa
Quest'arma è molto diffusa tra quelle utilizzate nelle Kobudo di Okinawa, con il nome di Tonfa, Tuifa o Tunkuwa (scritto トンファー, トゥイファー, トンクワァ).